# Клаузен, Фриц
Фриц Клаузен (дат. Frits Clausen; 12 ноября 1893, Обенро, Германская империя — 5 декабря 1947, Копенгаген, Дания) — датский политический деятель, лидер национал-социалистической рабочей партии Дании.

## Биография

### Ранние годы
Фриц Клаузен родился и провёл своё детство в городе Обенро.
Будучи студентом-медиком, в 1914 году призван в германскую армию на Восточный фронт. В 1915 году попал в плен к русским солдатам, находясь в плену вплоть до окончания войны в 1918 году.
Позднее, после Первой мировой войны окончил медицинское образование в Копенгагене и стал членом консервативной народной партии Дании.
В 1931 году, не найдя себе места в консервативной партии, Клаузен присоединился к недавно основанной на тот момент национал-социалистической рабочей партии Дании. В 1933 году Фриц Клаузен свергает тогдашнего лидера партии Кая Лембке, становясь новым председателем.

### В период оккупации, Вторая мировая война
После оккупации Дании Германией в 1940 году, Клаузен и его партия смогли выйти на политическую сцену Дании. Однако, несмотря на поддержку оккупационных властей, Фрицу так и не удалось получить более широкую популярность в стране. С самого начала оккупации демократические партии вели активную агитацию против Фрица Клаузена и его национал-социалистической партии. На выборах в Рейхстаг в марте 1943 партия с треском провалилась, получив 2 % голосов и 3 мандата.
Отдав руководство над партией своему заместителю, Фриц Клаузен отправился на службу полевым врачом в Ваффен-СС, что снова его привело на Восточный фронт, но уже Второй мировой войны.
В ноябре 1944 был исключён из национал-социалистической рабочий партии Дании. С тех пор Клаузен отошёл от политической деятельности.

### После войны, смерть
5 мая 1945 года Фриц Клаузен был интернирован, а вскоре против него был возбуждён уголовный процесс за попытку захвата власти, призыв на службу в войска вермахта и антисемитскую агитацию. Решения по делу так и не было принято, поскольку Клаузен умер в тюрьме Вестре Фангзель 5 декабря 1947 года.